# L'Escalier chimérique

L'Escalier chimérique est un court métrage français d'animation réalisé par Daniel Guyonnet sorti en 1988.
Il a obtenu le César du meilleur court métrage d'animation en 1989.

## Synopsis
Les marches d'un escalier se dérobent mystérieusement sous les pas de celui qui s'y aventure.

## Fiche technique
- Animation et réalisation : Daniel Guyonnet
- Musique : Michel Fano
- Gouachage : Storyboard & Associés
- Direction artistique : René Laloux
- Producteur exécutif et associé : Évelyne Todédano, Geert Muentefering
- Durée : 2,10 minutes

## Critiques
Le film a été qualifié dans la revue Cinéma de « impeccable mécanisme de voltige sur un escalier croulant ». 
Pour la revue Jeune cinéma, c'est un « parfait exercice dans un escalier de cauchemar ».

## Distinctions
- Mention du jury pour l'animation au Festival international du court métrage de Clermont-Ferrand [3].
- César du meilleur court métrage d'animation[4].